# Divisionsarzt
Der Divisionsarzt ist bei der deutschen Bundeswehr der ärztlich-technische Ratgeber des Divisionskommandeurs und der ärztliche Leiter des Sanitätsdienstes innerhalb einer Division. Meist ist es ein Oberstarzt.

## Geschichte
Divisionsärzte wurden im deutschen Heer seit dem 1. April 1896 etatmäßig mit dem Rang und den Gradabzeichen eines Oberstleutnants eingestellt. Sie stehen zwischen den Regimentsärzten und dem Korpsarzt (dem Sanitätsamt).
Der Divisionsarzt war auch zuständig für Ausbildung des Sanitätspersonals sowie für die Überwachung und Durchführung der Gesundheitspflege und Hygiene. Im Kriegsfall hatte der Divisionsarzt unter anderem den Hauptverbandplatz auszuwählen und den dortigen Dienst zu leiten.